# Vid Jesu hjärta är min vilostad
Vid Jesu hjärta är min vilostad är en psalmtext av Carl Boberg författad år 1883. Predikanten i Helgelseförbundet Emil Gustafson bearbetade också texten utan att ta med den i sin psalmbok Hjärtesånger 1893.

## Publicerad i
- Sionstoner 1935 som nr 470 under rubriken "Nådens ordning: Trosliv och helgelse".
- Guds lov 1935 som nr 177 under rubriken "Trons visshet".
- Lova Herren 1988 som nr 433 under rubriken "Guds barns trygghet och frid".